# NGC 4714
NGC 4714 este o galaxie lenticulară situată în constelația Corbul. A fost descoperită în 27 martie 1786 de către William Herschel. Se află la o distanță de 62,28 de megaparseci de Pământ.